# Armenteira
Armenteira (oficialmente Santa María da Armenteira) es una parroquia española del municipio de Meis, perteneciente a la provincia de Pontevedra, en la comunidad autónoma de Galicia.

## Toponimia
El lugar puede aparecer referido como «Armenteira», «Armentera», «A Armenteira», «Santa María da Armenteira», «Santa María de Armenteira» y «Santa María de Armentera».

## Historia
Hacia mediados del siglo XIX, el lugar, ya por entonces perteneciente a Meis, tenía contabilizada una población de un millar de habitantes. Aparece descrito en el segundo volumen del Diccionario geográfico-estadístico-histórico de España y sus posesiones de Ultramar de Pascual Madoz con las siguientes palabras:

ARMENTERA ó ARMENTEIRA (Sta. Maria de): felig. en la prov. de Pontevedra (2 leg.), dióc. de Santiago (10), part. jud. de Cambados (2), y ayunt. de Meis (1): sit. á la falda del monte Castroverde y á 1 leg. de dist. de la Ria de Marin y Arosa: clima húmedo en invierno y templado en verano: se compone de las ald. ó l. de Armentera, Bacariza, Balboa, Batan, Busto, Cabeza de Buey, Caponiña, Carballo de Prado, Castañeira, Congostas, Couso, Cuchin, Fojan, Gondes, Lomba, Pereiras, San Mamed, Silvan, Val de Dios y Vilar que reunen sobre 300 casas en lo general muy medianas; hay escuela indotada y concurren á ella hasta 40 alumnos. La igl. parr. (Sta. Maria) es magnífica; perteneció al estinguido monast. de San Bernardo del Cister; fue edificada, segun inscripcion que conserva, en la era 1206 por D. Ero; y el curato se provistaba por el abad, quien proponia al diocesano 2 monjes con la denominacion de curas primero y segundo: hoy la sirven 2 monjes esclaustrados que residen en el mencionado monast., el cual está colocado á la falda del monte Castroverde, en una conca, cuya sit. impide que se distinga hasta hallarse á la dist. de unos 300 pasos: tiene 2 fuentes abundantes y 1 huerta bañada por 1 riach. El térm. de la felig. confina por N. con San Salvador de Meis á 1/4 de leg., por E. con el monte de Sta. Marina 1/2 y de San Juan de Poyo á 1, por S. con Sta. Maria de Samieira á 1/2, y por O. con Sta. Eulalia de Gil: sobre 50 fuentes brotan en este terr., cuyos derrames se unen á 2 riach. que le recorren; tienen origen en el mencinoado monte Castroverde y llevan su curso al r. Umia. El terreno es de buena caliddad con 3 deh. pobladas de robles ademas de la que pertenecia al monast. y conocida con el nombre de Castromao de unas 600 fan. de sembradura. Los caminos son varios, transversales y mal cuidados; y el correo se recibe en Pontevedra á donde van á buscarlo los mismos interesados: prod.: maiz, centeno, patatas, lino, habas, trigo, algun vino, castañas, otras frutas, como son cerezas, peras, manzanas,, ciruelas y limones: cria ganado vacuno y lanar: liebres, conejos y perdices, y se pescan algunas truchas: ind.: la agricola, algunos telares, varios molinos harineros y 3 batanes: pobl.: 300 vec.: 1,000 alm.: contr.: con su ayunt. (V.). En esta felig., asi como en el valle de Sanlés, no entraron las tropas francesas durante la guerra de la independencia, ni se han visto partidarios de D. Cárlos en la última civil.
(Madoz, 1845, p. 574)

En 2022, tenía empadronados 756 habitantes.

## Patrimonio
Hay en la parroquia un monasterio.